# Nava „Histria Topaz”
Histria Topaz (fostă Bucșani) a fost un tanc petrolier fără corp dublu care aparținea firmei Petrom, care a preluat-o de la compania Histria Shipmanagement a magnatului Gheorghe Bosînceanu.
A fost construit în 1987 la Șantierul Naval Galați sau la Șantierul Naval Constanța și avea o capacitate de 39.750 tdw. În 8 ianuarie 2011 a fost vândută pentru a fi dusă la fier vechi, ea trebuind oricum radiată până în octombrie 2011 datorită lipsei corpului dublu.